# Mariage d'enfant
Pour des articles plus généraux, voir Mariage forcé, Trafic d'enfants et Exploitation sexuelle des enfants à des fins commerciales.

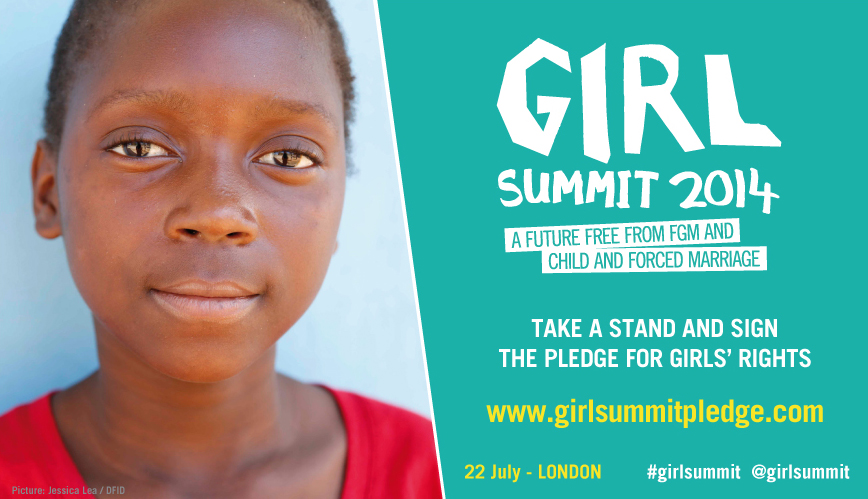
Affiche s'opposant au mariage d'enfant et au mariage forcé.

Le mariage d’enfant ou mariage précoce désigne tout mariage officiel ou toute union non officialisée entre un enfant de moins de 18 ans et un adulte ou un autre enfant. Dans leur grande majorité, les mariages d'enfants sont l'union entre une jeune fille et un homme, et ils reflètent les inégalités de genre,.
Bien que l'âge de la majorité civile et l'âge pour contracter un mariage correspondent fréquemment à 18 ans, ils peuvent varier selon les pays et par conséquent, l'âge requis pour se marier peut être inférieur ou supérieur à 18 ans. Même quand l'âge légal correspond à 18 ans, certaines traditions culturelles prévalent sur la législation et de nombreuses juridictions autorisent le mariage d'un ou une mineure avec le consentement des parents ou dans des circonstances particulières, comme la grossesse d'une adolescente.
Il s'agit souvent d'un mariage forcé, qui bafoue les droits des enfants et entraîne des conséquences importantes, démographiques et à long terme, pour les garçons comme pour les filles,. Les filles subissent des problèmes de santé mentale et sont privées d'accès à l'instruction et au développement professionnel ; elles sont également exposées à des complications résultant de la grossesse et de l'accouchement trop précoces. Il existe peu de recherches sur les effets du mariage chez les garçons, qui sont néanmoins confrontés trop jeunes aux responsabilités d'entretien matériel du foyer, à celles de la paternité précoce et qui perdent l'accès à l'instruction et au développement professionnel. Le mariage des enfants, corrélé aux fiançailles des enfants, englobe aussi le concubinage et les mariages reconnus par la justice en raison de la grossesse d'une adolescente,. Le mariage des enfants est une conséquence de plusieurs causes : pauvreté, prix de la fiancée, dot, traditions culturelles, pression sociale ou religieuse, coutumes régionales, crainte que les enfants ne trouvent pas de compagne ou compagnon une fois adultes, illettrisme, croyance que les femmes ne peuvent pas gagner leur vie,,. D'après les travaux de recherche, une éducation globale à la sexualité favorise la prévention du mariage des enfants.
Au regard de l'histoire, les mariages d'enfants étaient courants et cette pratique demeure répandue, notamment dans les pays en voie de développement : certaines régions en Afrique,, en Asie du Sud, en Asie du Sud-Est,, en Asie de l'Ouest,, en Amérique latine et en Océanie. Néanmoins, le cas se présente aussi dans des pays développés, comme aux États-Unis, où des exceptions légales autorisent le mariage de mineurs dans 46 États, et l'interdiction des mariages de mineurs est récente en Europe, sans d'ailleurs être systématique. La fréquence des mariages d'enfants recule dans la plupart des régions du monde. D'après les données fournies par l'Unicef en 2018, environ 21 % des jeunes femmes (20 à 24 ans) à l'échelle mondiale étaient mariées dans l'enfance, ce qui représente une diminution de 25 % par rapport aux données de 2008. Dans certains pays, le mariage de mineurs (moins de 18 ans) est particulièrement répandu : au Niger, au Tchad, au Mali, au Bangladesh, en Guinée, en République centrafricaine, au Mozambique et au Népal. À l'échelle mondiale, en 2018, les estimations avancent que 12 millions de filles sont mariées chaque année avant l'âge de 18 ans,.

## Histoire

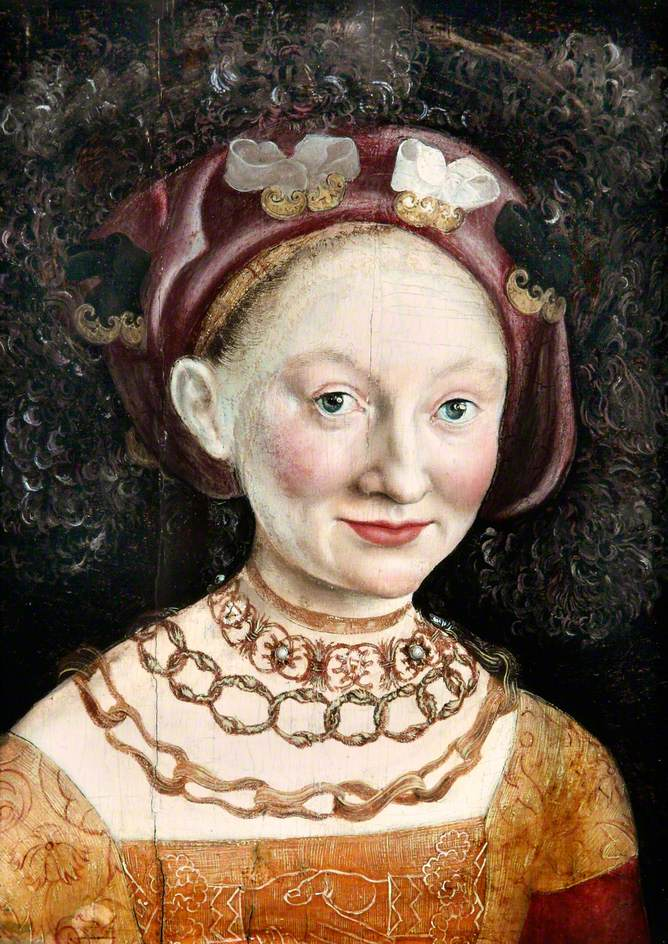
En 1533, la princesse Émilie de Saxe, âgée de 17 ans, épouse le margrave Georges de Brandebourg-Ansbach, qui avait 48 ans. Les mariages précoces étaient courants dans l'histoire, y compris en Europe.

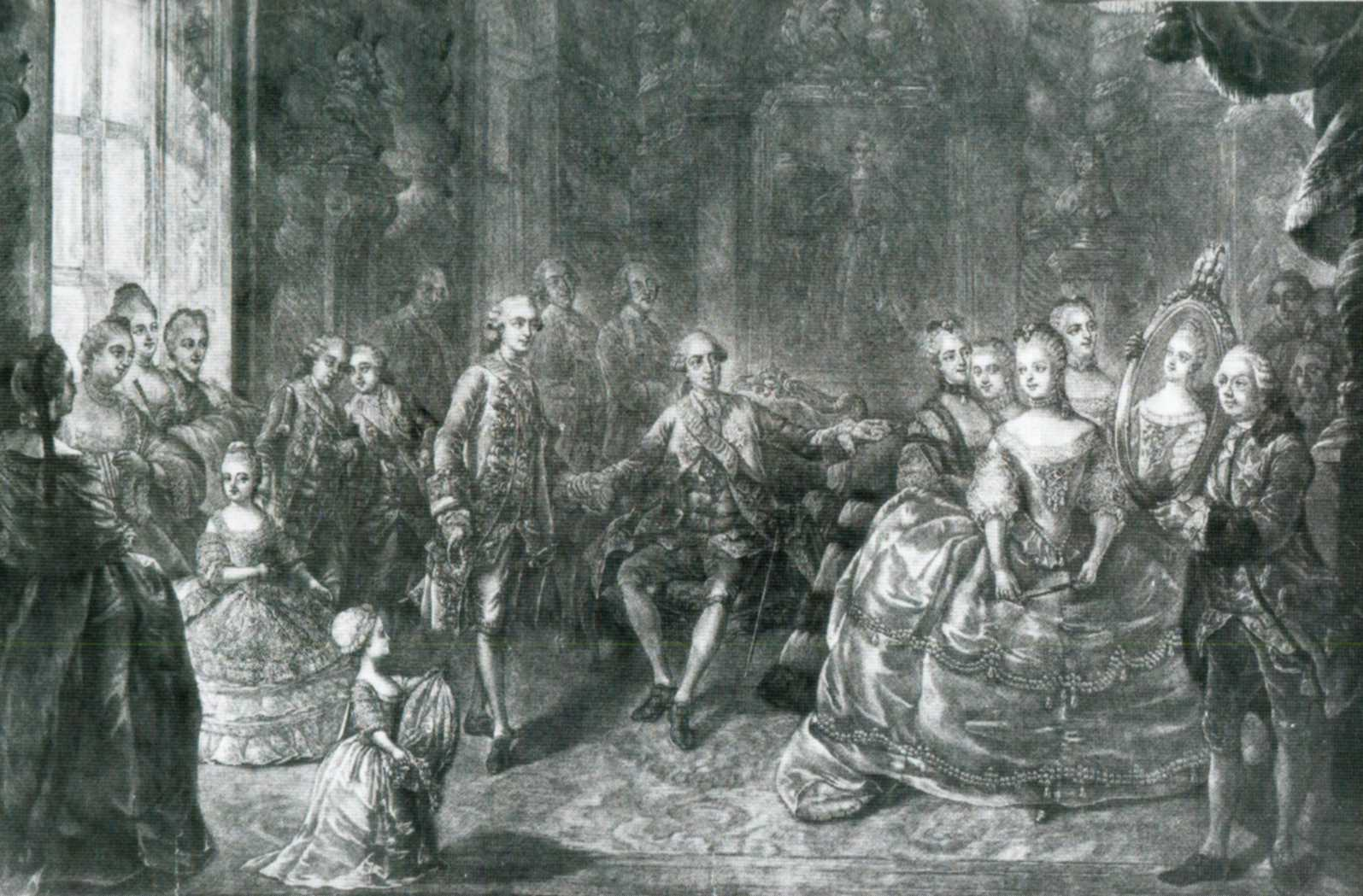
Présentation de Marie-Antoinette d'Autriche à Louis-Auguste (futur Louis XVI) à Versailles, avant leur union. Elle avait 14 ans, lors de leur mariage, et lui, 15.

Avant la révolution industrielle, les femmes de nombreux pays — dont l'Inde, la Chine et l'Europe de l'Est — avaient tendance à se marier aussitôt qu'elles devenaient nubiles, alors qu'elles étaient adolescentes. Les hommes se mariaient plus tard car la société considérait qu'un couple marié devait posséder son propre foyer. En conséquence, les hommes restaient célibataires tant qu'ils n'avaient pas amassé un patrimoine suffisant pour subvenir aux besoins de leur famille ; une fois établis, ils se mariaient à un âge mûr avec des adolescentes qui, à leur tour, contribuaient à la prospérité avec leur dot.
Dans les sociétés antiques et médiévales, il était courant que les filles soient fiancées dès la puberté ou même encore plus jeunes,. D'après M.A. Friedman, « arranger et conclure le mariage d'une jeune fille était la prérogative exclusive de son père dans l'antiquité israélienne ». La plupart des filles étaient mariées avant l'âge de 15 ans, souvent dès le début de leur puberté.
En Grèce antique, des jeunes filles pouvaient être mariées et devenir mères. Dans la Rome antique, les femmes pouvaient se marier à partir de l'âge de 12 ans et les garçons à partir de 14. Au Moyen Âge, selon le système de droits de tradition civiliste en Angleterre (dérivé du droit romain), il existait des mariages avant l'âge de 16 ans. En Chine impériale, le mariage d'enfants était la norme,.
Par opposition à d'autres sociétés pré-modernes — et pour des raisons encore en débat — le mariage en Europe du nord-ouest était relativement tardif, tant pour les hommes que pour les femmes : les deux sexes repoussaient leur mariage tant qu'ils n'avaient pas atteint 25 ans, voire la trentaine,. Certaines données en Angleterre laissent penser que ce mariage tardif était déjà en vigueur au XIVe siècle. En 1275, les relations intimes avec une fille n'ayant pas atteint 12 ou 14 ans (selon les interprétations) étaient un délit et une autre loi, en 1576, a durci les peines lorsque la relation concernait une fille de moins de 10 ans. À la fin du XVIIIe siècle et au début du XIXe siècle, l'administration coloniale britannique a instauré des restrictions sur l'âge du mariage pour les filles hindoues et musulmanes dans le sous-continent indien.
Un médecin écossais du XVIIIe siècle en Syrie a signalé que la population locale essayait de conclure des mariages pour les enfants jeunes mais le mariage n'était consommé que si la fille « avait atteint sa maturité ». D'après certains indices en Palestine au XIXe siècle, il arrivait que les maris aient des relations sexuelles avec leur épouse prépubère mais cette pratique était rare, elle faisait l'objet d'une réprobation sociale et était censurée par les juges. Dans les années 1830, Edward William Lane constate que rares sont les jeunes filles égyptiennes qui restent célibataires à 16 ans ; néanmoins, la transition socio-économique, les réformes dans l'éducation et l'influence occidentale apportent de profondes mutations et en 1920 moins de 10% des Égyptiennes se marient avant l'âge de 20 ans. En 1923, le parlement égyptien établit que l'âge minimum du mariage est 16 ans pour les femmes et 18 pour les hommes.
En Europe, l'interdiction du mariage des mineurs, et surtout des mineures, est assez récente. En France, ce n'est qu'en 2006 que l'âge légal du mariage est passé de 15 ans à 18 ans pour les femmes. En Espagne, le mariage des filles était autorisé à partir de 14 ans jusqu'en 2013, date à laquelle il a été porté à 16 ans. Certains pays tels que la Suède ou l'Allemagne, dont la législation comportait des dérogations à l'âge légal, ont supprimé cette possibilité, avec l'objectif affiché de lutter contre ou d'invalider les mariages de migrants.

## Causes des mariages d'enfants
D'après le Fonds des Nations unies pour la population, certains facteurs concourent à favoriser le mariage des enfants : pauvreté et stratégies de survie économique ; inégalités de genre ; la conclusion d'une transaction concernant un terrain ou un bien immobilier ; transaction issue d'un litige ; contrôle sur la sexualité et protection de l'honneur familial ; les traditions et cultures ; et enfin l'insécurité, en particulier en temps de guerre, de famine ou d'épidémie. D'autres facteurs jouent un rôle, comme la volonté de cimenter une alliance entre des familles.

### Dot et prix de la fiancée
Pourvoir une fille d'une dot à son mariage est une pratique ancienne, qui persiste dans certaines régions du monde. Cette coutume impose aux parents de céder une part de leurs biens à leur fille lors de son mariage ; or, pour de nombreux foyers, doter une fille représente d'importantes difficultés économiques. Économiser et épargner une partie du patrimoine familial en vue de la dot peut se révéler difficile, surtout en temps d'insécurité économique, de persécution, de confiscation imprévue des biens. En raison de ces aléas, les parents s'empressaient d'engager la main de leur fille, quel que soit son âge, dès qu'ils avaient amassé suffisamment de biens pour verser la dot. D'après Goiten, les Juifs d'Europe, qui rencontraient régulièrement ces problèmes difficiles, mariaient leurs filles dès que leur situation financière le permettait.
Le prix de la fiancée est le montant que verse le fiancé aux parents de sa promise pour s'assurer leur consentement au mariage. Dans certains pays, la valeur d'une fiancée est d'autant plus élevée qu'elle est jeune,. Cette coutume établit un système économique où les familles marient leurs jeunes filles à celui qui propose la meilleure offre. Les mariages précoces de filles sont soit une issue en cas de grave problème économique, soit une source de revenus pour les parents,,. Le prix de la fiancée conduit au mariage d'enfants et au trafic d'enfants,,,.

### Mariage par enlèvement

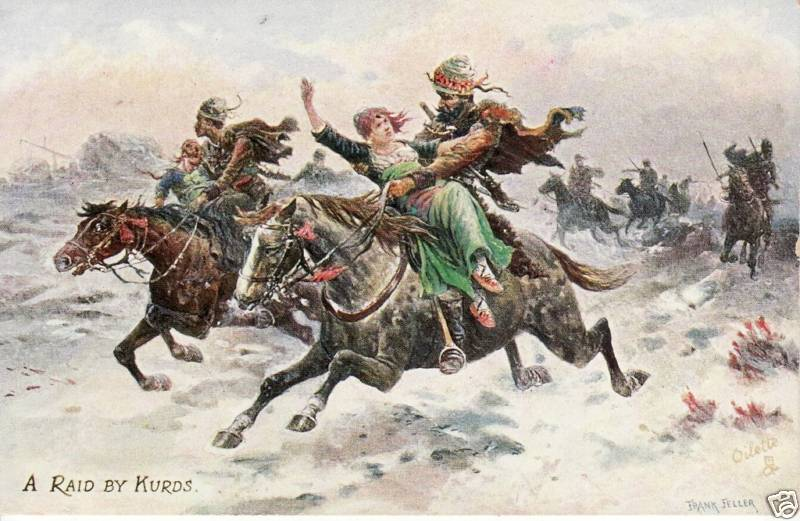
Représentation d'un mariage par enlèvement.

Le mariage par enlèvement est une coutume dans laquelle un homme enlève la fille ou femme qu'il souhaite épouser,. Le mariage par enlèvement est une tradition pratiquée par plusieurs pays et à plusieurs époques ; elle persiste dans certaines régions.
Dans la majorité des pays, le mariage par enlèvement constitue un crime et non un mariage valable. Néanmoins, même lorsque la tradition se heurte à la législation, l'application des lois demeure laxiste dans certains secteurs. Le mariage par enlèvement peut aussi concerner des mineures et conduire à des mariages d'enfants.

### Remboursement d'une dette
Le mariage pour règlement d'une dette (en) consiste à marier une fille (en général) à un homme pour régler une dette contractée par les parents,.

### Persécution, exil forcé et esclavage
Lors de bouleversements sociaux comme les guerres, les importantes campagnes militaires, les conversions forcées, l'enlèvement d'autochtones en tant que prisonniers de guerre pour les réduire en esclavage, les arrestations et les déplacements forcés de populations, les hommes célibataires convenables pour un mariage pouvaient devenir rares. Les familles des jeunes filles cherchaient alors les célibataires disponibles et les mariaient à leurs enfants de peur qu'un évènement incontrôlable ne conduise le fiancé à disparaître. La persécution et les déplacements de populations Rom et juives en Europe, les campagnes coloniales pour obtenir des esclaves dans diverses ethnies d'Afrique de l'Ouest puis les déporter vers des plantations de colons, les campagnes de musulmans pour réduire en esclavage les hindous en Inde et les emmener dans l'Hindou Kouch en Afghanistan et les détenir comme esclaves sont autant de faits historiques qui ont favorisé le mariage des enfants avant le XIXe siècle,,.

### Terreur, pauvreté, pression sociale et recherche de sécurité

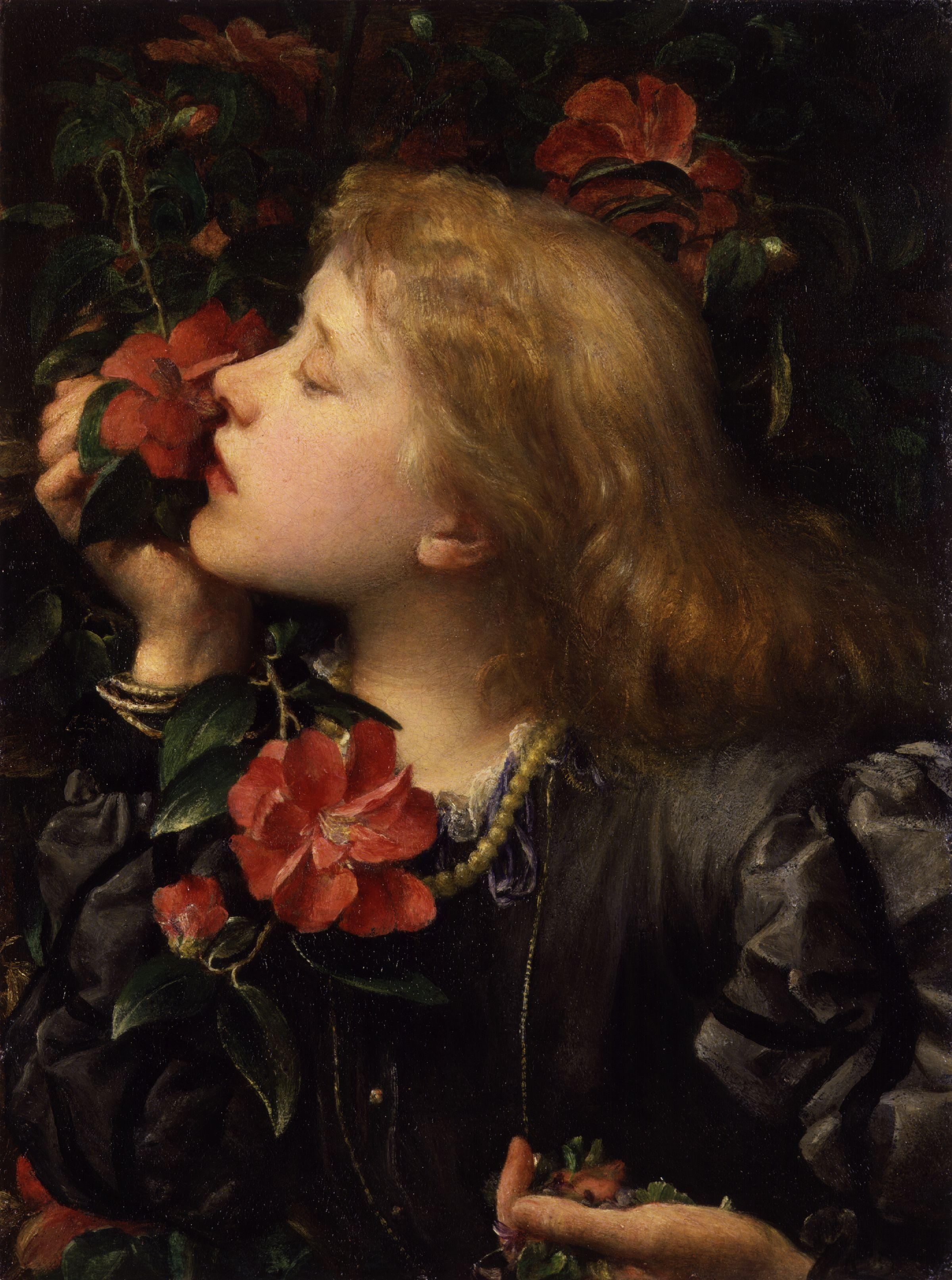
Ellen Terry, actrice anglaise, a été mariée à moins de 17 ans à George Frederic Watts, qui en avait 47 : ses parents espéraient que le mariage serait avantageux mais elle a déclaré ensuite que cette union précoce lui a déplu.

Le sentiment d'insécurité est une cause du mariage des enfants dans le monde. Par exemple, au Népal, les familles craignent que leurs filles subissent la réprobation sociale si, à l'âge adulte (18 ans), elles vivent encore chez leurs parents. D'autres craignent que leurs filles ne soient victimes de crimes comme le viol, qui inflige un traumatisme à la victime et qui, de surcroît, risque de réduire ses perspectives de mariage. Dans certaines communautés, une fille célibataire n'est plus un bon parti si elle perd sa virginité. Dans d'autres cultures, la société craint qu'une fille célibataire ne dérape vers des relations illicites ou qu'elle entreprenne une fugue amoureuse et ternisse la position sociale de ses frères et sœurs ; les parents peuvent aussi redouter qu'aucun célibataire ne soit disposé à épouser une jeune adulte au sein du même groupe socio-économique. Ces craintes et ces pressions sociales figurent parmi les motivations envisagées qui conduisent au mariage des enfants. Dans la mesure où le mariage précoce est une norme sociale dans certaines communautés, son élimination est conditionnée à des mutations de ces mêmes normes. La mentalité de la communauté, ainsi que ses conceptions sur le mariage des jeunes filles, doit d'abord évoluer pour permettre le recul du mariage d'enfants.
En raison d'une extrême pauvreté, des familles peuvent estimer que subvenir aux besoins de leur fille représente un fardeau excessif sur le plan économique et souhaitent la marier tôt pour alléger cette pression, dans l'idée que cette décision améliorera le sort de la famille ainsi que celui de l'enfant elle-même. Les parents pauvres n'ont guère de marge de manœuvre concernant leurs filles ; ils considèrent que le mariage lui assurera la sécurité matérielle et réduira le poids économique que représente une jeune adulte sur leur budget,. En effet, le mariage de l'enfant, dans certains cas, est considéré comme une promesse de sécurité matérielle pour la fille, surtout si sa parenté est trop clairsemée pour la prendre en charge. Certaines études d'experts sur l'histoire de la communauté juive estiment que les recrudescences de mariage précoces étaient motivées par la pauvreté, le manque d'hommes célibataires disponibles, ainsi que des situations d'instabilité sociale et économique,,.
Un autre facteur conduisant les parents à décider le mariage précoce de leur fille est la croyance qu'elle sera mieux protégée : ils estiment que cette action la mettra à l'abri de la promiscuité sexuelle et des IST,. Néanmoins, dans les faits, les jeunes filles épousent souvent des hommes plus âgés et le mariage les expose donc à un risque accru de contagion. Toujours dans l'idée de protéger leur enfant, des familles peuvent choisir d'unir leur fille à un membre d'un groupe armé (ou de l'armée) en espérant que celui-ci la protégera. Toutefois, il arrive que les filles subissent un enlèvement par des groupes armés puis se trouvent mariées de force à des miliciens.

### Alliances politiques et financières
Le mariage d'enfants peut reposer sur le statut socio-économique. Dans certaines cultures, comme en Europe à l'ère féodale, l'aristocratie concluait des mariages d'enfants pour assurer une alliance politique (alliance matrimoniale). Les familles cimentaient un accord politique ou financier en concluant le mariage de leurs enfants. La promesse de mariage est alors considérée comme un contrat qui s'impose aux familles et aux enfants ; rompre la promesse pouvait entraîner de graves répercussions tant sur les familles que sur les fiancés.

## Effets et conséquences des mariages d'enfants

Taux des naissances pour 1000 femmes âgées de 15 à 19 ans à l'échelle mondiale.

Le mariage des enfants produit sur les jeunes filles des effets qui se prolongent bien au-delà de leur adolescence,. Les femmes mariées à l'adolescence, ou encore plus jeunes, subissent les effets sur leur santé de grossesses précoces et, bien souvent, très rapprochées. Un mariage précoce entraîne des grossesses chez les adolescentes, ainsi que des complications lors de l'accouchement et l'isolement social de la victime. Dans les pays pauvres, les femmes qui connaissent une grossesse précoce voient leurs perspectives d'instruction diminuées voire supprimées, ce qui affecte leurs possibilités d'indépendance financière. Les filles mariées trop jeunes sont également plus exposées à la violence familiale, aux abus sexuels et aux violences sexuelles dans le couple,.

### Conséquences pour les filles et pour les garçons
Les mariages d'enfants produisent des conséquences durables sur les filles, tant dans leur santé — mentale et physique — que dans leurs perspectives d'instruction et leur carrière professionnelle. L'une des causes les plus fréquentes du décès de jeunes filles entre 15 et 19 ans dans les pays en développement réside dans les complications pendant la grossesse et l'accouchement. Au Niger, considéré comme présentant le plus fort taux mondial de mariage d'enfants, environ 3 filles sur 4 sont mariées avant leur 18e anniversaire,
Les garçons sont aussi victimes du mariage dans l'enfance ; d'après l'UNICEF, « le mariage d’enfants touche les filles de manière disproportionnée. Globalement, la prévalence du mariage d’enfants chez les garçons est d’environ un sixième de celle des filles ». Il existe peu de travaux de chercheurs quant aux effets d'un mariage précoce sur les garçons ce qui, selon certains experts, découle du fait que le mariage des enfants est moins courant chez les garçons et que les dangers pour la santé pèsent surtout sur les filles victimes des complications d'une grossesse et d'un accouchement précoces. Dans le cadre d'un mariage d'enfant, les garçons ne sont guère préparés à assumer certaines responsabilités, comme l'entretien matériel de leur famille, la paternité précoce, les restrictions dans l'accès à l'instruction et au développement de leur carrière. En septembre 2014, 156 millions des hommes vivants ont contracté un mariage dans l'enfance.
En juin 2019, l'Unicef, dans sa première analyse exhaustive des mariages de garçons, estime que 115 millions des garçons et des hommes sur Terre ont été mariés dans leur enfance. Sur ce total, un quart des concernés, soit 23 millions, ont contracté le mariage avant l'âge de 15 ans. Cette étude montre que la République centrafricaine présente la plus forte prévalence de mariage d'enfants pour les hommes (soit 28 %), devant le Nicaragua (19 %) et Madagascar (13 %). L'analyse de l'Unicef conclut que les mariages de filles et de garçons mineurs représentent, au total, 765 millions de personnes dans le monde. Les filles sont de loin les plus touchées : 1 jeune femme sur 5 (entre 20 et 24 ans) a été mariée avant son 18e anniversaire, alors que chez les hommes ce nombre correspond à 1 sur 30.

### Santé
Le mariage des enfants représente une menace pour la santé et la vie des filles. Les complications issues d'une grossesse et d'un accouchement sont la principale cause de décès chez les adolescentes de moins de 19 ans dans les pays en développement. Les jeunes filles âgées de 15 à 19 ans ont deux fois plus de chances de mourir lors d'un accouchement que les femmes ayant atteint la vingtaine ; les filles de moins de 15 ans présentent un risque de décès cinq à sept fois plus élevé lors de l'accouchement. Ces effets procèdent de l'immaturité physique des jeunes filles car leur pelvis et leurs organes de procréation n'ont pas atteint leur plein développement. En particulier, la grossesse d'une adolescente de moins de quinze ans aggrave les risques d'apparition d'une fistule obstétricale car le pelvis, trop étroit, favorise l'obstruction lors du travail. Les filles qui accouchent avant l'âge de 15 ans ont 88 % de chances de développer une fistule. La fistule cause l'incontinence urinaire ou fécale chez la victime, qui subit ensuite toute sa vie des complications, ainsi que des infections et des douleurs. Si la fistule n'est pas soignée par la chirurgie, la victime risque de subir une invalidité permanente et une stigmatisation sociale. Les filles mariées trop jeunes sont également davantage exposées aux IST, au cancer du col de l'utérus et à la malaria que leurs homologues célibataires du même âge ou que les filles qui se marient après l'âge de 20 ans.
Le mariage des enfants présente également des dangers pour les bébés nés de ces unions. Les mères n'ayant pas atteint 18 ans ont un risque majoré de 35 à 55 % de donner naissance à un prématuré ou à un bébé de faible poids (en) par rapport à une mère de 19 ans. En outre, la mortalité infantile augmente de 60 % quand la mère n'a pas encore atteint 18 ans. Les enfants nés de femmes trop jeunes tendent à posséder un système immunitaire moins efficace et ils sont davantage exposés à la malnutrition.
En outre, le mariage des enfants est associé avec une plus forte croissance démographique, un taux plus élevés d'orphelins et un taux de contamination plus rapide.

### Illettrisme et pauvreté
Le mariage des enfants signifie souvent pour les filles la fin de leur instruction, notamment dans les pays pauvres où ces mariages sont courants. En outre, les filles sans instruction sont plus exposées à ce type de mariage. Les filles qui n'ont fréquenté qu'une école primaire sont deux fois plus susceptibles d'être mariées avant l'âge de 18 ans par rapport à celles qui ont suivi l'enseignement secondaire voire supérieur et les filles sans instruction sont trois fois plus susceptibles d'être mariées avant d'âge de 18 ans que celles qui ont suivi des études secondaires. Un mariage précoce entrave les possibilités d'une jeune fille en matière d'instruction car la plupart d'entre elles abandonnent leur scolarité après leur union pour se concentrer sur les tâches domestiques et sur leurs grossesses et leurs enfants. La famille ou la communauté peut aussi retirer les filles de l'école avant leur mariage, en estimant qu'il est superflu de dépenser de l'argent pour la scolarité des filles car leur rôle principal est d'être épouses et mères. Les filles et les femmes privées d'instruction voient leurs options restreintes sur le plan professionnel : elles sont moins susceptibles de gagner leur vie et de subvenir à leurs propres besoins et à ceux de leurs enfants. Par conséquent, les filles sont fragilisées et risquent de tomber dans la pauvreté de long terme si leur conjoint décède, les abandonne ou obtient le divorce. Enfin, comme les filles mariées dans l'enfance sont souvent nettement plus jeunes que leurs époux, elles deviennent veuves plus rapidement et subissent les problèmes économiques et sociaux du veuvage pendant plus longtemps que celles qui se marient plus tard.

### Violences familiales
Les adolescentes mariées qui possèdent une faible instruction subissent des risques plus élevés d'isolement économique et de violence familiale que les femmes instruites qui se marient à l'âge adulte,. Après leur mariage, les filles s'installent souvent chez leur époux et suivent leurs devoirs d'épouse, ce qui entraîne leur déplacement vers un autre village ou un autre secteur. Lors de cette opération, les jeunes filles peuvent abandonner leurs cours, être séparées de leur famille et de leurs amis et perdre le soutien dont elles bénéficiaient dans leur communauté. En outre, l'entourage de l'époux peut espérer qu'une fille plus jeune sera plus soumise à son conjoint et à sa famille en raison de son âge. La rupture avec une communauté bienveillante peut conduire la jeune fille à développer de graves troubles psychiques, y compris la dépression.
Un écart d'âge important entre l'enfant et son conjoint la rend plus vulnérable face à la violence familiale et à la violence sexuelle dans le couple. Dans les mariages d'enfants, les maris ont souvent au moins 10 ans de plus que leurs épouses, ce qui peut conduire à majorer le pouvoir et l'emprise de l'époux sur son épouse et contribue à la prévalence des violences conjugales. Dans un mariage trop précoce, une jeune fille peut se retrouver fragilisée en raison de sa complète dépendance à son époux. La violence familiale et sexuelle d'un mari sur son épouse provoque des effets ravageurs et durables sur la santé mentale des  jeunes victimes car leur développement psychologique est encore en phase de maturation. Ces effets peuvent produire une dépression et des pensées suicidaires. Les jeunes filles mariées, notamment dans la coutume du vani, subissent l'isolement social, les agressions émotionnelles et la discrimination aux mains de leurs époux et de leur belle-famille.

### Atteintes aux droits
L'Unicef déclare que « le mariage des enfants – le mariage avant l'âge de 18 ans – constitue une violation des droits de l'homme ».
À travers une série de conventions, les Nations unies ont déclaré que le mariage des enfants constitue une atteinte aux droits humains. La Convention sur l'élimination de toutes les formes de discrimination à l'égard des femmes, le Comité pour les Droits de l'enfant et la Déclaration universelle des droits de l'homme constituent la norme internationale s'opposant au mariage des enfants. Les conséquences des mariages d'enfants bafouent plusieurs droits des femmes, comme l'égalité en droit quel que soit l'âge et le sexe, le droit d'obtenir les meilleures conditions sanitaires possibles, le droit d'être libérées de l'esclavage et de la violence, l'accès à l'instruction, les droits en matière de procréation et le droit à un mariage consenti,,.

### Développement social et économique
Dans les pays qui connaissent un taux élevé de mariages d'enfants, la société en subit les effets négatifs en matière de développement économique car ces unions précoces entravent l'accès des filles à l'instruction et leur contribution au marché du travail. Certains chercheurs et militants estiment qu'un taux élevé de mariages d'enfants ralentit les progrès de chaque facteur dans les objectifs du millénaire pour le développement ainsi que les efforts, à l'échelle mondiale, pour réduire la pauvreté en raison des conséquences de ces unions sur l'instruction, l'économie, la participation politique et la santé.
L'UNICEF au Népal a publié un rapport indiquant que le mariage des enfants freine le développement national en raison de ses conséquences sur la perte de productivité, sur la pauvreté et dans le domaine des problèmes sanitaires. Les chercheurs estiment que les jeunes femmes qui retardent leur mariage jusqu'à 20 ans minimum peuvent concourir au PIB national à hauteur de 3,87 %. Ces estimations tiennent compte du recul de l'instruction et des perspectives de travail chez les filles mariées trop jeunes, ainsi que du faible taux d'instruction et des taux élevés de pauvreté chez les enfants issus de mariages d'enfants.

## Initiatives pour la prévention du mariage des enfants

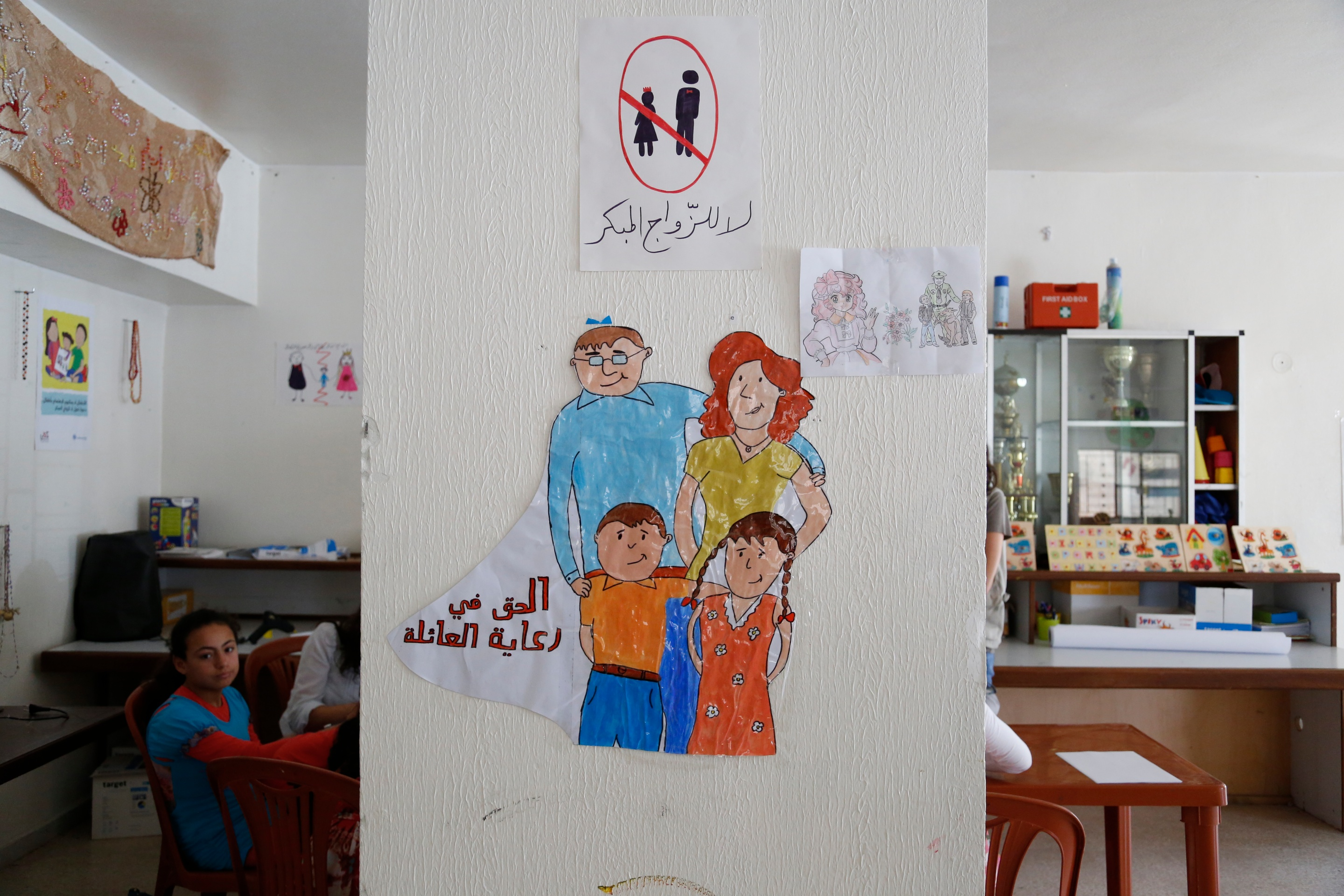
Dessins d'une jeune réfugiée syrienne dans un camp au Sud-Liban ; l'enfant cherche à y sensibiliser contre le mariage précoce.

En décembre 2011, l'assemblée générale des Nations unies adopte la résolution (A/RES/66/170) qui instaure le 11 octobre comme la Journée internationale de la fille. Le 11 novembre 2012, pour sa première édition, cette Journée internationale adopte pour thème le mariage des enfants.
En 2013, la première résolution du Conseil des droits de l'homme des Nations unies porte sur l'interdiction du mariage des enfants, du mariage précoce et du mariage forcé ; la résolution annonce que le mariage d'enfant est une atteinte aux droits humains et incite à éradiquer cette pratique,,.
En 2014, la Commission de la condition de la femme des Nations unies publie un document par lequel les signataires acceptent — entre autres actions — d'éradiquer le mariage des enfants.
L'Organisation mondiale de la santé recommande de favoriser le développement de l'instruction parmi les filles, d'améliorer les structures de contrôle pour les mariages conclus à l'âge minimal et d'informer les parents, dans les communautés touchées, des dangers associés à ces unions : ces mesures constituent la méthode privilégiée pour prévenir les mariages d'enfants.
Les différents programmes pour prévenir le mariage des enfants ont appliqué diverses approches. Plusieurs initiatives ont visé à offrir aux filles les moyens de se développer, à éduquer les parents sur les dangers associés à ces unions, à faire évoluer la perception de la communauté sur le sujet, à favoriser l'instruction des filles et à proposer aux femmes et aux filles des opportunités de développement économique par d'autres moyens que le mariage. D'après une étude sur ces approches de prévention, les initiatives les plus efficaces étaient celles qui conjuguaient les efforts sur les problèmes financiers, l'instruction et les perspectives d'emploi pour les femmes.
En Inde, le gouvernement de l'État du Haryana a mené un programme consistant à offrir des avantages financiers aux familles si les filles restaient célibataires et scolarisées jusqu'à l'âge de 18 ans. Les filles des familles concernées étaient moins susceptibles d'être mariées avant 18 ans que leurs homologues non retenues dans le programme.
Un programme similaire a été mené en 2004 par le Population Council (en) et le gouvernement régional dans l'Amhara en Éthiopie. Les familles percevaient une somme en argent liquide si les filles restaient célibataires et scolarisées pendant les deux années que durait ce programme. Cette initiative a aussi instauré un système de mentorat, une formation aux moyens de subsistance, des discussions avec les communautés au sujet de l'instruction des filles et du mariage des enfants, ainsi que des fournitures scolaires aux filles. Au terme des deux années, dans les familles inscrites, les filles étaient trois fois plus susceptibles d'être toujours scolarisées et seulement 10 % étaient susceptible d'être mariées, en comparaison avec leurs homologues.
En mars 2019 est lancée la Global Campaign for the Prevention of Child Marriage (GCPCM), avec pour objectif principal de sensibiliser aux problèmes des mariages d'enfants dans le monde,.
D'autres programmes traitent plus indirectement du mariage des enfants à travers plusieurs dispositifs pour favoriser le développement chez les filles, leur instruction, leur santé sexuelle et procréative, leurs connaissances économiques, etc.
En 2022, les Philippines interdisent les mariages avec des mineurs. Le concubinage avec un enfant est également interdit.
En 2024, La Sierra Leone interdit le mariage des enfants. Les contrevenants risquent jusqu'à 15 ans de prison ou une amende d'environ 4 000 dollars, voire les deux. Les témoins de ces mariages risquent également une peine de prison ou une amende.

## Les mariages d'enfants dans le monde et leurs conséquences
D'après un rapport du Fonds des Nations unies pour la population, « au cours de la période de 2000 à 2011, un peu plus d'un tiers (environ 34 %) des femmes âgées de 20 à 24 ans dans les régions en développement avaient été mariées ou unies avant leur dix-huitième anniversaire. En 2010, cette proportion équivalait à près de 67 millions de femmes. Parmi celles-ci, environ 12 % avaient été mariées ou unies avant l'âge de 15 ans ». La prévalence des enfants mariés diffère sensiblement selon les pays. À l'échelle mondiale, les jeunes filles dans les zones rurales ont deux fois plus de risques de subir un mariage précoce que les enfants des secteurs urbains. 
En janvier 2025, France 24 estime que 650 millions de filles et de femmes dans le monde ont été mariées avant leur 18 ans et qu'une fillette est mariée de force toutes les 3 secondes. Cependant, si l'éradication de cette pratique est un objectif de développement durable des Nations unies à horizon 2030, l’organisation internationale estime qu’au rythme actuel, il faudra 300 ans pour y parvenir,. 

### Statistiques des pays où le mariage d'enfants est fréquent
| Pays                             | % des filles mariées avant 18 ans | Année de collecte des données | Article correspondant                                        | Référence |
| -------------------------------- | --------------------------------- | ----------------------------- | ------------------------------------------------------------ | --------- |
| Afghanistan                      | 28%                               | 2017                          | Mariage des enfants en Afghanistan (en)                      | ,         |
| Angola                           | 30%                               | 2017                          | Mariage des enfants en Angola (en)                           | [ 101 ]   |
| Bangladesh                       | 59%                               | 2018                          | Mariage des enfants au Bangladesh (en)                       | [ 102 ]   |
| Burkina Faso                     | 52%                               | 2018                          |                                                              | [ 102 ]   |
| République centrafricaine        | 68%                               | 2018                          |                                                              | [ 102 ]   |
| Tchad                            | 67%                               | 2017                          |                                                              | [ 103 ]   |
| République démocratique du Congo | 37%                               | 2017                          | Mariage des enfants en République démocratique du Congo (en) | [ 104 ]   |
| Cameroun                         | 31%                               | 2017                          | Mariage des enfants au Cameroun (en)                         | [ 105 ]   |
| République du Congo              | 33%                               | 2017                          | Mariage des enfants en République du Congo (en)              | [ 106 ]   |
| Érythrée                         | 41%                               | 2018                          |                                                              | [ 102 ]   |
| Éthiopie                         | 40%                               | 2017                          | Mariage des enfants en Éthiopie (en)                         | [ 107 ]   |
| Inde                             | 27%                               | 2015-16                       | Mariage des enfants en Inde (en)                             | ,         |
| Côte d'Ivoire                    | 27%                               | 2017                          | Mariage des enfants en Côte d'Ivoire (en)                    | [ 110 ]   |
| Népal                            | 40%                               | 2018                          |                                                              | [ 102 ]   |
| Niger                            | 76%                               | 2018                          |                                                              | [ 102 ]   |
| Nigeria                          | 43%                               | 2017                          | Mariage des enfants au Nigeria (en)                          | [ 111 ]   |
| Malawi                           | 42%                               | 2018                          |                                                              | [ 102 ]   |
| Madagascar                       | 41%                               | 2018                          |                                                              | [ 102 ]   |
| Mali                             | 52%                               | 2017                          | Mariage des enfants au Mali (en)                             | [ 112 ]   |
| Mauritanie                       | 37%                               | 2018                          |                                                              | [ 102 ]   |
| Mozambique                       | 48%                               | 2018                          |                                                              | [ 102 ]   |
| Pakistan                         | 18%                               | 2018                          | Mariage des enfants au Pakistan (en)                         | [ 99 ]    |
| Sénégal                          | 31%                               | 2017                          |                                                              | [ 113 ]   |
| Sierra Leone                     | 39%                               | 2018                          |                                                              | [ 102 ]   |
| Somalie                          | 45%                               | 2017                          | Mariage des enfants en Somalie (en)                          | [ 114 ]   |
| Soudan du Sud                    | 52%                               | 2017                          | Mariage des enfants au Soudan du Sud (en)                    | [ 115 ]   |
| Ouganda                          | 40%                               | 2018                          |                                                              | [ 102 ]   |
| Zimbabwe                         | 32%                               | 2017                          | Mariage des enfants au Zimbabwe (en)                         | [ 116 ]   |

### Afrique
D'après l'UNICEF, l'Afrique compte en 2005 les taux d'incidence les plus élevés de mariages d'enfants : plus de 50 % des filles sont mariées avant l'âge de 18 ans dans cinq nations. Les jeunes filles habitant en Afrique de l'Ouest et en Afrique centrale présentent les plus grands risques d'être mariées pendant leur enfance. Le Niger possède l'un des taux les plus élevés de mariages d'enfants en Afrique subsaharienne : parmi les femmes nigériennes de 20 à 24 ans, 76 % déclarent avoir été mariées avant l'âge de 18 ans et 28 % avant l'âge de 15 ans. Le rapport de l'UNICEF est issu d'une enquête sur un panel réduit entre 1995 et 2004 ; par conséquent, la situation actuelle n'est pas connue en raison du manque d'infrastructures et, dans certains cas, de violences locales.